# Il ritorno d'Ulisse in patria

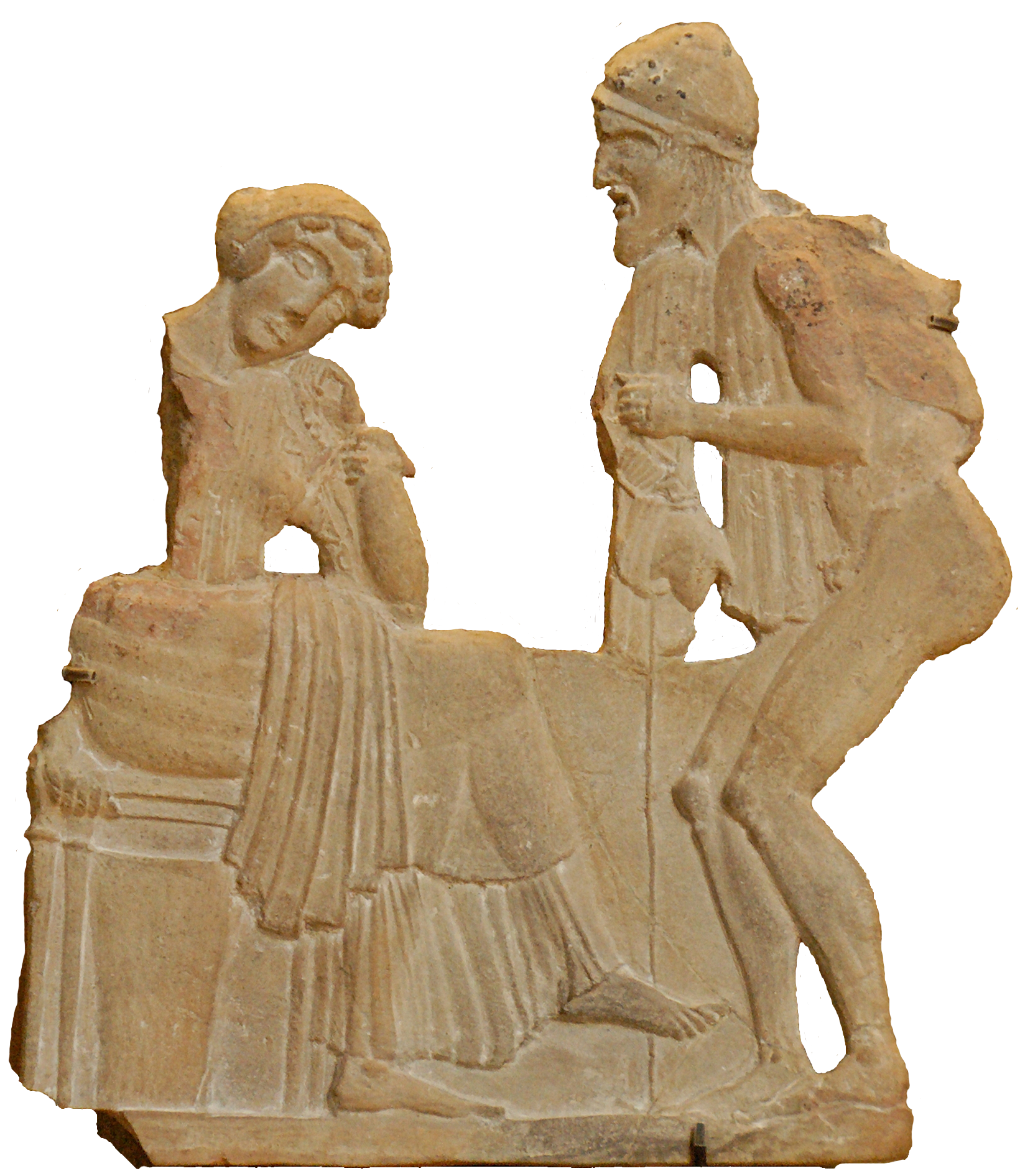
Ulysse et Pénélope (Musée du Louvre) - Relief en terre cuite, vers 450 av. J.C.

Il ritorno d'Ulisse in patria (SV 325, Le Retour d'Ulysse dans sa patrie en français) est un opéra - dramma per musica - en un prologue et trois actes de Claudio Monteverdi, sur un livret en italien de Giacomo Badoaro, basé sur la fin de l'Odyssée d'Homère. Il fut créé peut-être au Teatro SS. Giovanni e Paolo, ou peut-être au Teatro San Cassiano, à Venise en février 1640,.

## Personnages
- Dans le prologue
  - La Fragilité humaine - soprano ou ténor
  - Le Temps - basse
  - La Fortune - soprano
  - L'Amour - soprano
- Dieux
  - Jupiter - ténor
  - Neptune - basse
  - Minerve - soprano
  - Junon - soprano
  - Esprits célestes - chœur de femmes
- Mortels
  - Ulysse (Odysseus) - ténor
  - Pénélope, son épouse - alto
  - Télémaque, son fils- ténor
  - Mélantho, suivante de Pénélope et maîtresse d'Eurymaque - soprano
  - Eumée, un porcher - ténor
  - Euryclée, nourrice d'Ulysse - soprano
  - Les Prochides, prétendants de Pénélope
    - Eurymaque, amant de Mélantho - ténor
    - Pisandre - contre-ténor
    - Amphinome - ténor
    - Antinoüs - basse

  - Irus (Iros), mendiant professionnel, serviteur des prétendants - ténor
  - Marins, Phéaciens - chœur d'hommes

## Histoire
Premier opéra de Claudio Monteverdi pour Venise, Il ritorno d'Ulisse in patria est créé avec beaucoup de succès. Il est donné à Venise dix fois puis est repris au Teatro Castrovillani de Bologne et, en 1641, est redonné à Venise. À Bologne, et probablement à Venise, les chanteurs sont Giulia Paolelli en Pénélope, Maddalena Manelli en Minerve et Francesco Manelli en Ulysse.
L'attribution de cette œuvre a été sérieusement mise en doute, bien que l'attribution à Monteverdi tienne encore. Les livrets diffèrent de manière significative de la partition, bien que Monteverdi soit connu pour être un éditeur très actif des textes sur lesquels il travaillait.
La première résurrection moderne revient à Vincent d'Indy à Paris en 1925. De nombreux compositeurs de XXe siècle ont édité ou « traduit » l'œuvre pour la jouer, parmi eux Luigi Dallapiccola et Hans Werner Henze. Finalement, l'opéra entre dans le répertoire en 1971 avec des représentations à Vienne et à Glyndebourne, et une édition par Nikolaus Harnoncourt, suivie d'un enregistrement.

## Résumé
La guerre de Troie est terminée depuis dix ans. Les rois grecs en sont revenus victorieux. Seule Pénélope, épouse d'Ulysse, roi d'Ithaque, attend toujours le retour de son époux, qui effectue malgré lui un très long périple en Méditerranée. Elle lui reste fidèle et repousse les avances des prétendants au trône. Aidé par Minerve, Ulysse entre finalement au palais, déguisé en mendiant. Un concours de tir à l'arc est organisé, Ulysse retrouve son arc et tue les prétendants. Il se fait reconnaître et tout finit bien.